# Offa, Wrexham
Offa är en community i Storbritannien.   Den ligger i kommunen Wrexham och riksdelen Wales, i den södra delen av landet, 260 km nordväst om huvudstaden London.
Offa utgör den västra och södra delen av staden Wrexham.